# 丁立人
丁立人 (ディン・リレン、英語: Ding Liren、1990年11月30日 - ）は、中国出身のチェスのグランドマスターで、元世界王者。
2023年の世界チェス選手権でロシア人のヤン・ニポムニシを破って、中国人初の世界チャンピオンとなった。